# Jadeveon Clowney
Jadeveon Davarus Clowney (* 14. Februar 1993 in Rock Hill, South Carolina) ist ein US-amerikanischer American-Football-Spieler auf der Position des Outside Linebackers und des Defensive Ends. Er steht zurzeit bei den Carolina Panthers unter Vertrag und spielte zuvor für die Houston Texans, die Seattle Seahawks, die Tennessee Titans, die Cleveland Browns und die Baltimore Ravens in der National Football League (NFL). Im NFL Draft 2014 wurde er als erster Spieler ausgewählt.

## Highschool und College
Jadeveon Clowney setzte 2012 als Sophomore den Schulrekord für Sacks (13) und Tackles hinter der Line of Scrimmage (23,5). Er spielte College Football für die University of South Carolina und erlangte Bekanntheit in den Vereinigten Staaten, als er im Outback Bowl im vierten Quarter den Runningback der Michigan Wolverines so hart tackelte, dass dessen Helm wegflog.

## NFL

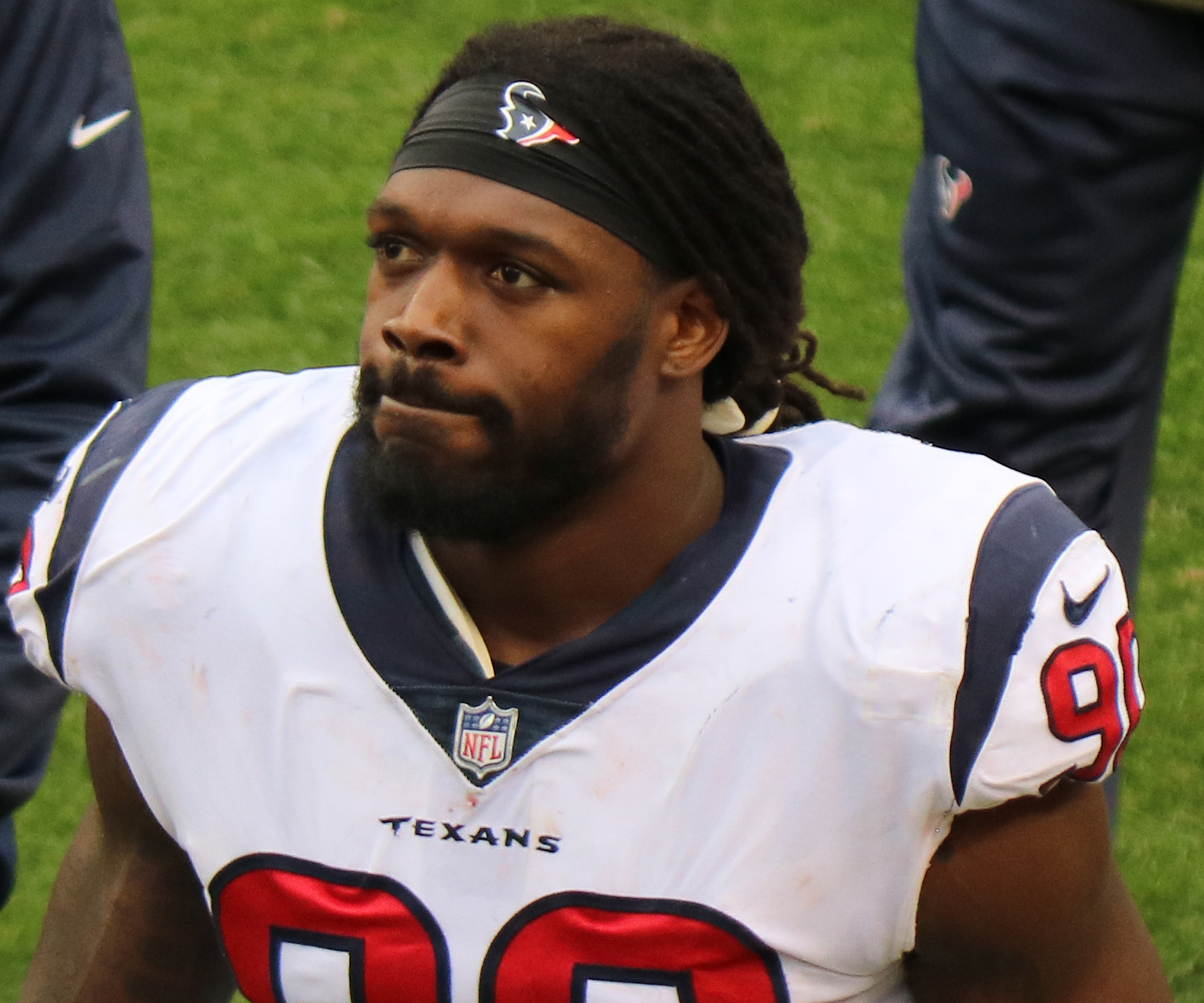
Jadeveon Clowney (2018)

Clowney wurde im NFL Draft 2014 als 1. Spieler in der ersten Runde von den Houston Texans ausgewählt. In seinem ersten NFL-Spiel zum Saisonauftakt gegen die Washington Redskins verletzte er sich am Knie und musste daraufhin ausgewechselt werden. Kurze Zeit später unterzog er sich einer Arthroskopie.
Konstant starke Leistungen brachten ihm in den Jahren 2016–2018 Nominierungen für den Pro Bowl ein sowie in Woche 4 der Saison 2018 die Wahl zum „AFC Defensive Player Of The Week“.
Am 31. August 2019 wurde Clowney im Gegenzug für Linebacker Jacob Martin, Pass Rusher Barkevious Mingo und einen Drittrundenpick im Draft 2020 zu den Seattle Seahawks getradet, nachdem er sich nicht auf einen neuen Vertrag mit den Texans einigen konnte.
Am 6. September 2020 unterschrieb Clowney einen Einjahresvertrag über 15 Millionen US-Dollar bei den Tennessee Titans. Bei den Titans kam er in acht Spielen zum Einsatz, bevor er die Saison wegen einer Knieverletzung vorzeitig beenden musste. Im April 2021 nahmen die Cleveland Browns Clowney unter Vertrag. Am 15. März 2023 wurde Clowney von den Browns entlassen.
Am 18. August 2023 unterschrieb Clowney einen Einjahresvertrag bei den Baltimore Ravens. Im März 2024 schloss er sich den Carolina Panthers an.